# Лондонский глаз
Лондонский глаз (англ. London Eye) — колесо обозрения в Лондоне, расположенное в районе Ламбет на южном берегу Темзы. Второе по высоте в Европе после московского и одно из крупнейших в мире. Открыто 31 декабря 1999 года.
С высоты 139 метров (приблизительно 45 этажей) при солнечной погоде открывается вид практически на весь Лондон и его окрестности на расстоянии до 40 километров. Это колесо обозрения — семейный проект супругов-архитекторов Дэвида Маркса и Джулии Барфилд. Воплощение проекта в жизнь заняло шесть лет.

## Дизайн и конструкция
|                                                                       |  |
| Каждая из 32 яйцевидных капсул весит 10 тонн и может нести 25 человек |  |

Лондонский глаз имеет 32 полностью закрытые и кондиционируемые кабинки-капсулы для пассажиров, сделанные в форме яйца. Каждая 10-тонная капсула символизирует собой один из 32 Боро (районов) Лондона и может принять до 25 пассажиров. Колесо вращается с постоянной скоростью 26,4 сантиметра в секунду (приблизительно 0,9 километра в час) для того, чтобы один оборот занимал приблизительно 30 минут. При большой необходимости взять на «борт» пассажиров колесо не останавливается — скорость позволяет пассажирам входить и выходить на уровне земли. Колесо останавливается только для того, чтобы инвалиды и пожилые люди могли безопасно совершить посадку/высадку.
Колесо поддерживается спицами и выглядит как большое колесо велосипеда. Освещение Лондонского Глаза было заменено светодиодной подсветкой от Color Kinetics в декабре 2006 года, для того, чтобы сделать возможным цифровое управление огнями. До начала работы освещения колесо работало до 8 вечера.

## История
Колесо было создано супругами-архитекторами Дэвидом Марксом и Джулией Барфилд для конкурса, проводившегося в 1993 года газетой «Сандей таймс» по разработке монументального сооружения для встречи нового тысячелетия. Так как их проект так никем и не был заказан в результате конкурса, то супруги-архитекторы решили воплотить его в жизнь сами своими силами. Финансы для этого были найдены благодаря случайной счастливой встрече со своим соседом Бобом Эллингом, главой British Airways.
Изначально «Лондонский глаз» планировался как временное сооружение. Это был своеобразный эксперимент, временное разрешение на данный проект было выдано всего на 5 лет и заканчивалось в 2005 году.
Колесо было построено из отдельных сегментов, которые переправляли вверх по Темзе на баржах и само колесо собирали в горизонтальном положении на специальной платформе на реке. Когда сборка колеса была закончена, его подняли с помощью специальной системы до угла 65 градусов за один час. Дальнейший подъём был прерван на неделю, пока готовились добавочные конструкции для дальнейшей полной вертикализации колеса. Общий вес стали в «Глазе» составляет 1700 тонн.
Лондонский глаз первоначально назывался «Колесо Миллениума», затем — «British Airways London Eye», а позже — «Merlin Entertainments London Eye». С 20 января 2011 года в течение трёх лет носило название «ELE Energy London Eye» в результате сделки со спонсором.
- Кабинки Лондонского глаза
- Лондонский глаз

## Происшествия
25 июня 2017 года на берегу Темзы был найден неразорвавшийся снаряд, предположительно времён Первой или Второй мировой войны. Полиция эвакуировала людей с колеса обозрения и с Вестминстерского причала.